# الزی
الزی (به فرانسوی: Alzi) یک کمون در فرانسه است که در کرس شمالی واقع شده‌است. الزی ۲٫۷۴ کیلومتر مربع مساحت دارد ۷۳۶ متر بالاتر از سطح دریا واقع شده‌است.